# Stein (Schotland)
Stein (Schots-Gaelisch: Steinn) is een dorp in de Schotse lieutenancy Ross and Cromarty in het raadsgebied Highland op het eiland Skye ongeveer 8 kilometer ten noorden van Dunvegan.